# Anfisbena

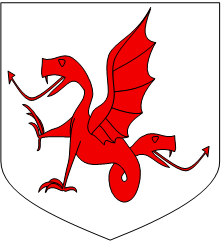
Anfisbena en un escudo.

La anfisbena (del latín: amphisbaena y este del griego: ἀμφίσβαινα ‘que va en dos direcciones’, de amfis, ‘ambos lados’ y bainein, ‘ir’) es una criatura mitológica representada como una serpiente con una cabeza en cada extremo de su cuerpo. En la mitología griega, la Anfisbena había nacido de la sangre que goteó de la cabeza de la gorgona Medusa cuando Perseo voló sobre el desierto libio con ella en su mano. El ejército de Catón la halló entonces en su marcha junto con otras serpientes. La anfisbena se alimentaba de los cadáveres que quedaban atrás. Poetas como Nicandro, John Milton, Alexander Pope, Jorge Luis Borges, Lupe Rumazo y Lord Alfred Tennyson han mencionado a la anfisbena, y como criatura mitológica y legendaria lo han hecho Lucano, Plinio el Viejo, Isidoro de Sevilla y Thomas Browne, desacreditando este último su existencia.
Existen figuras similares en otras mitologías, como las centroamericanas precolombinas y las africanas, con significados diferentes. Este animal aparece en numerosos bestiarios europeos medievales, situándosele casi siempre en África.
Una novela de Henri de Régnier de 1912 lleva por título Amphisbène. Es citada igualmente por Jorge Luis Borges en su Manual de zoología fantástica (1957), en El libro de los seres imaginarios (1967) y en su cuento There are more things, de El libro de arena.

## Apariencia

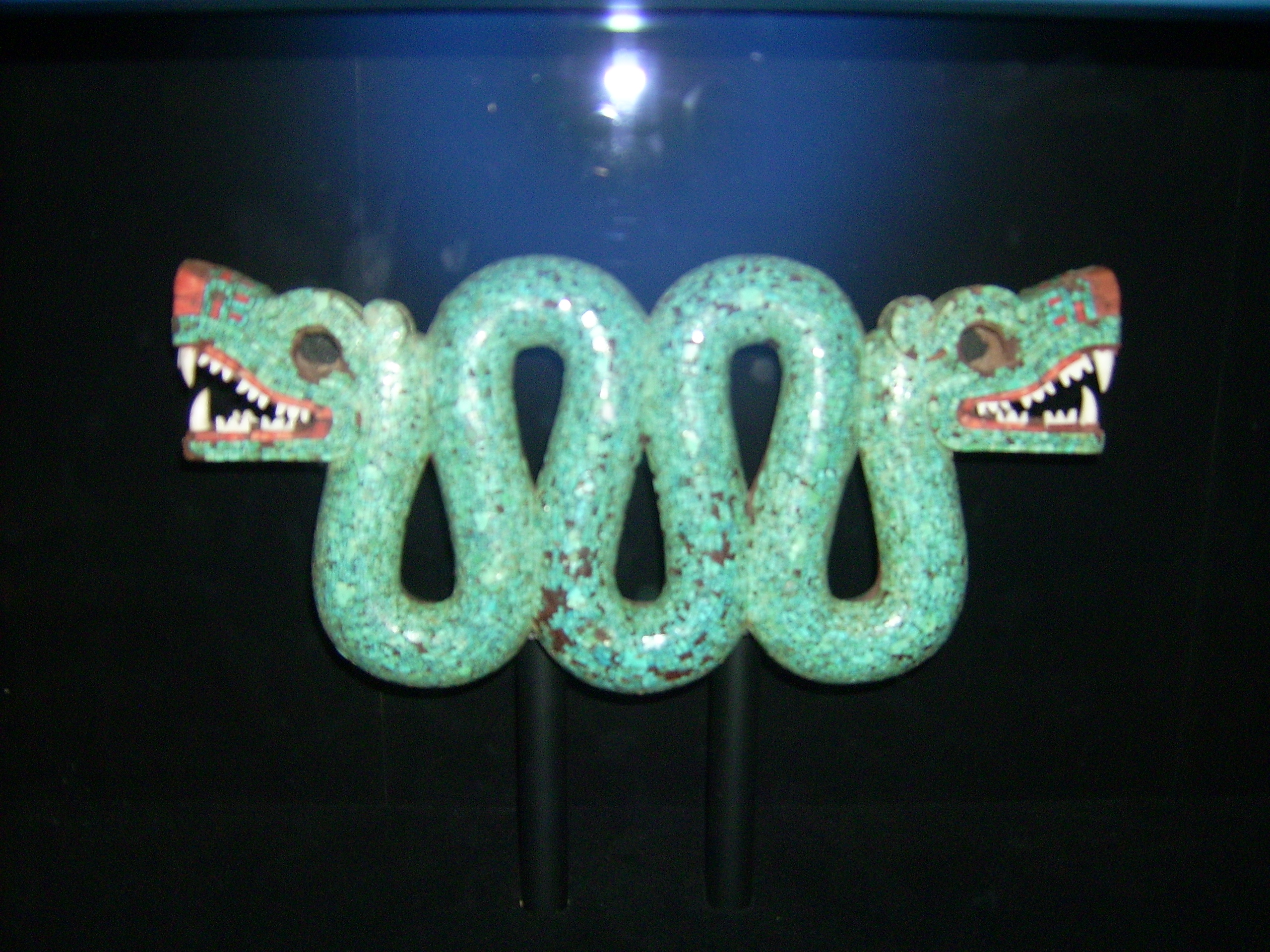
Serpiente bicéfala de la mitología azteca similar a la anfisbena.

Las descripciones más antiguas de la anfisbena la describen básicamente como una serpiente (quizá una boa de arena india) pero con una cabeza en cada extremo. Así, Plinio el Viejo afirmaba en su Naturalis Historia (siglo I):

La anfisbena tiene cabezas gemelas, es decir una también al final de la cola, como si no le bastase con verter veneno por una boca.

Sin embargo, representaciones medievales y posteriores la muestran a menudo con dos o más patas escamadas, en concreto patas de pollo, y alas con plumas. Algunos incluso la representaban con cuernos en la cabeza delantera y pequeñas orejas redondas en la trasera, o con cuernos en ambas. Estos cuernos eran largos y curvados hacia arribas o ligeramente en espiral. Mientras algunos bestiarios medievales la mostraban con la segunda cabeza al final de su cola, otros lo hacían con dos «cuellos» de igual tamaño, por lo que no podía determinarse cuál era la trasera. Muchas descripciones de la anfisbena decían que sus ojos brillaban como velas o relámpagos, pero el poeta Nicandro parece contradecir esto describiéndola como «siempre con ojos nublados». También decía que «en cada extremo sobresale una barbilla roma, cada una lejos de la otra».
Thomas Browne, refiriéndose a las descripciones clásicas, detallaba:

Mientras una lloraba la otra reía, mientras una callaba la otra hablaba, mientras una estaba despierta la otra dormía; así se afirma en tres ejemplos notables de Petrarca, Vicencio y la Historia de Escocia de Buchanan.

## Habilidades
- Regenerativas — si la anfisbena era cortada en dos pedazos, ambas partes podían volver a juntarse.
- Colmillos venenosos — la anfisbena es venenosa, como indica Plinio el Viejo: «La anfisbena tiene cabezas gemelas, es decir una también al final de la cola, como si no le bastanse con verter veneno por una boca».
- Duplicidad eficaz — sus cabezas pueden realizar más de una tarea a la vez, como explica Sir Thomas Browne: «... mientras una lloraba la otra reía, mientras una callaba la otra hablaba, mientras una estaba despierta la otra dormía; así se afirma en tres ejemplos notables de Petrarca, Vicencio y la Historia de Escocia de Buchanan».
- Velocidad — según algunas fuentes, la anfisbena puede moverse muy rápidamente y, en el caso de las que no tenían patas, podía deslizarse en ambas direcciones, como indica Isidoro de Sevilla: «Puede moverse en la dirección de cada cabeza con un movimiento circula». El poeta Nicandro, sin embargo, la describe como «lenta de movimiento».
- Rodar — sujetando las mandíbulas de sus dos cabezas o agarrando el cuello de una en la boca de la otra, la anfisbena podía rodar como un aro de manera semejante al Uróboros, y así era representada por artistas medievales.
- Sangre caliente — a diferencia de la mayoría de las serpientes, la anfisbena aparentemente no se veía afectada por el frío, como indica Isidoro de Sevilla: «Única entre las serpientes, la anfisbena aparece en el frío».

## Usos
- Embarazo — las mujeres embarazadas que lleven una anfisbena en torno a sus cuellos tendrían supuestamente embarazos seguros; de acuerdo con esto, las mujeres poderosas llevarían brazaletes con la forma de una anfisbena.
- Artritis — llevar una anfisbena muerta o su piel curaría la artritis.
- Sabañones — llevar la piel de una anfisbena reduciría estas tumefacciones de las manos provocadas por el frío.
- Resfriados — llevar una anfisbena muerta o su piel sería una cura para el resfriado.
- Tala — clavar la piel de una anfisbena a un árbol antes de talarlo haría que este cayera más fácilmente y mantendría caliente al leñador.